# Loddin
Loddin est une commune de l'arrondissement de Poméranie-Occidentale-Greifswald, Land de Mecklembourg-Poméranie-Occidentale.

## Géographie

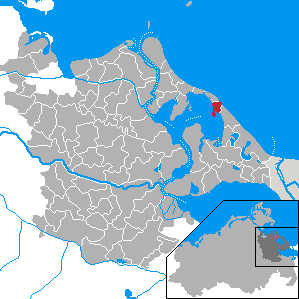
Loddein dans son arrondissement

La commune se situe sur l'isthme de l'île d'Usedom entre la mer Baltique et l'Achterwasser.
Son territoire comprend un lac, le Kölpinsee.
Elle comprend les quartiers de Kölpinsee, Loddin et Stubbenfelde.

## Histoire

### Loddin
Le village de « Loddino » est mentionné pour la première fois en 1270. Son nom vient du slave pour dire « saumon » et signifie « village sur la baie aux saumons ».
Dans ce document, l'évêché de Cammin échange à la demande de Barnim Ier le Bon ce village et cinq autres (Balmer See près de Balm, Mellenthin, Suckow, Krienke, Ückeritz) contre Damerow, près de Nowogard, en Poméranie occidentale, propriété du monastère de Grobe qui appartient à la ville d'Usedom. En 1309, ce traité concerne Pudagla.
En 1911, une liaison ferroviaire renforce l'activité touristique. Dans les années 1920 et 1930, la cité balnéaire accueille de nombreuses célébrités de l'UFA : Willy Fritsch, Lilian Harvey, Grethe Weiser, Anny Ondra, Hans Söhnker...

### Kölpinsee
Le village de « Colpin » (d'après colpa = cygne) est mentionné près de Loddin en 1610. Il est dévasté durant la guerre de Trente Ans par les troupes d'Albrecht von Wallenstein et n'est plus mentionné. Après les traités de Stockholm en 1720, Loddin devient un territoire de la Prusse.
À la fin du XIXe siècle, Loddin s'intéresse au tourisme balnéaire. En 1896, Carl Prutz créé le premier hôtel et recréé le quartier de Kölpinsee près du lac, sur la mer Baltique.
Par deux fois, à la Saint-Sylvestre (en 1904-1905 et 1913-1914), des inondations dues à la tempête rompent la dune, l'eau déborde jusqu'à l'Achterwasser. Pour cette raison, une digue est bâtie en 1928. Au début des années 1950, un mur de 300 m contre le ressac est élevé pour épargner l'érosion de la falaise. Mais il est détruit en 1954 par les éléments et pas reconstruit.
Après 1949, les hôtels existants sont nationalisés et la république démocratique allemande crée des colonies de vacances de la Jeunesse libre allemande à Kölpinsee et Stubbenfelde. Après la réunification dans les années 1990, ceux-ci sont partiellement privatisés et on bâtit un centre de réadaptation pour les enfants et les adolescents, une clinique pour les soins mères-enfants, des installations thérapeutiques spécialisées dans les maladies de peau et les troubles respiratoires.

## Infrastructures
Kölpinsee et Stubbenfelde se situent sur la Bundesstraße 111. En parallèle, la piste cyclable mène d'Usedom jusqu'à Berlin. Ils ont des points d'arrêt l'été depuis Potsdam sur la ligne Wolgast - Heringsdorf, gérée par l'Usedomer Bäderbahn.